# Chagga (peuple)
Les Chaggas sont un peuple bantou d'Afrique australe, vivant en Tanzanie, principalement sur les contreforts du Kilimandjaro et du mont Méru. Quelques communautés vivent également au Kenya.
Ils pratiquent l'irrigation de longue date et l'ingéniosité de leur système de culture sur les champs en terrasses enrichis par le fumier de bœufs a très tôt attiré l'attention des observateurs.

## Ethnonymie
Selon les sources, on rencontre de multiples variantes de l'ethnonyme : Caga, Chaga, Chaggas, Djaga, Dsagga, Dschaga, Dschagga,  
Haya Chaga, Haya, Jagga, Mchagga, Wa-caga, Wachaga, Wachagga, Wadschagga, Wajagga, Waschagga.

## Langue
Ils parlent différents dialectes du chaga, une langue bantoue.

## Alimentation et cultures

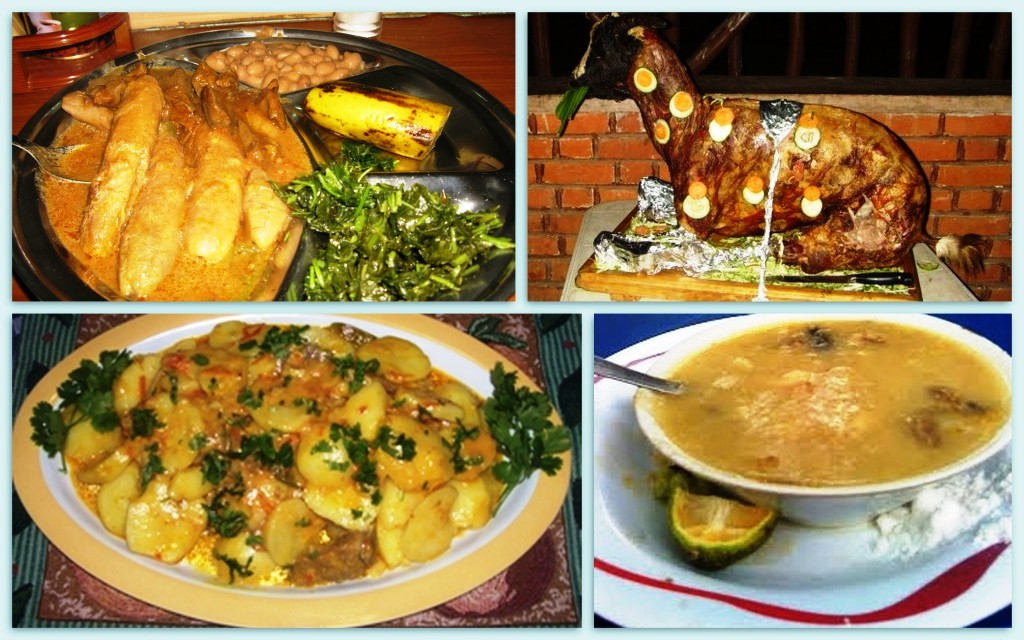
Plats chagga

La banane joue un rôle capital dans la culture et l'alimentation des Chagga.
Ils cultivent aussi des ignames, des haricots et du maïs. Ils sont surtout connus pour leur café Arabica, exporté sur les marchés mondiaux, ce qui fait du café une culture de rente primaire.